# Tram van Dijon
De tram van Dijon zijn de twee tramlijnen, die door Dijon rijden, in Frankrijk. De tram van Dijon wordt door Keolis beheerd.
- Lijn 1 gaat van het station van Dijon naar de plaats Quetigny. De tram gaat tot aan de rand van Quetigny, maar niet verder de plaats zelf in. Lijn 1 is op 1 september 2012 in dienst gesteld. Quetigny ligt in het oosten bijna tegen Dijon aan. Lijn 1 komt daarvoor langs het ziekenhuis en de universiteit.
- Lijn 2 rijdt van noord naar zuid, tussen Valmy en Chenôve. Lijn 2 werd op 8 december 2012 in gebruik genomen.

In het centrum van Dijon volgen beide lijnen voor een deel hetzelfde traject, tussen de haltes Foch-Gare (circa 150 meter van de halte Dijon-Gare) en République.
De kosten van de tram werden gereduceerd, omdat met de tram van Brest dezelfde tramstellen werden gekocht. Hierdoor vielen de kosten 25 tot 30% lager uit.
Van 1895 tot 1961 reed er al een tram in Dijon. Die tijd heeft er ook trolleybus in Dijon gereden.